# Giallo napoletano
Giallo napoletano è un film commedia gialla italiano del 1979, diretto da Sergio Corbucci. È l'ultimo film interpretato da Peppino De Filippo, che morì un anno dopo le riprese.

## Trama
Raffaele Capece, professore di mandolino classico ormai ridottosi a suonare nei ristoranti per sbarcare il lunario, vive a Napoli insieme al padre Natale, anziano e inguaribile giocatore d’azzardo che dilapida regolarmente i pochi guadagni del figlio. Una notte, per coprire l’ennesimo debito paterno, Raffaele viene convocato dal biscazziere Giardino, che gli propone un incarico bizzarro: eseguire una serenata sotto un palazzo all’alba, seguendo uno spartito preciso. A condurlo sul luogo è una misteriosa donna bionda, ma durante l’esibizione, mentre la melodia si diffonde tra i vicoli ancora bui, un uomo precipita da un balcone, morto. Il commissario Voghera, poliziotto milanese trapiantato a Napoli, inizia a indagare sull’accaduto. Da quel momento, Raffaele si trova invischiato in un intricato giallo: una serie di delitti collegati tra loro da un segreto custodito in una bobina incisa durante la Seconda guerra mondiale. Tra i sospettati compaiono il direttore d’orchestra Victor Navarro, una suora enigmatica, una sensuale infermiera, due ricattatori e un nano. Per sciogliere l’intricata matassa, Raffaele dovrà calarsi nei meandri più cupi della città, muovendosi tra case fatiscenti, manicomi, ville liberty e discoteche, con sulle spalle il peso del suo corpo malfermo per via degli esiti della poliomielite ad una gamba e di un’eredità familiare ingombrante.

## Produzione
Le riprese sono state girate nel 1978 tra Napoli e Roma. In particolare, a Roma alcune riprese sono state girate presso una villa situata sulla via Aurelia Antica, che all'epoca del film era un istituto scolastico religioso gestito dalla comunità delle Suore Oblate del Sacro Cuore di Gesù.

## Distribuzione
Il film fu distribuito nei cinema italiani il 12 aprile 1979.